# 穆納納
穆納納是西非國家加蓬的城鎮，位於該國西南部上奧果韋省，在1990年代前是主要的鈾礦中心，現時鈾礦已經關閉，主要是農業中心，2010年人口約11,443。
1°26′S 13°10′E / 1.433°S 13.167°E